# Grande Prêmio de Mônaco de 1979
Resultados do Grande Prêmio de Mônaco de Fórmula 1 realizado em Montecarlo em 27 de maio de 1979. Sétima etapa do campeonato, marcou o cinquentenário da referida prova e foi vencido pelo sul-africano Jody Scheckter, da Ferrari.

## Resumo
Jody Scheckter fez valer sua pole position e manteve a liderança no momento da largada em Montecarlo trazendo consigo Niki Lauda, Gilles Villeneuve, Patrick Depailler, Jacques Laffite e Didier Pironi. No início da segunda volta o canadense da Ferrari ascendeu à vice-liderança e distanciou-se do pelotão ao acompanhar Scheckter enquanto Lauda segurava a tríade francesa. Na quarta volta o britânico James Hunt bateu no guard-rail pouco antes do túnel graças a uma falha na transmissão da Wolf. Fiel ao seu estilo, o campeão mundial de 1976 encerrou ali mesmo sua carreira, que começou ao volante da March no Grande Prêmio de Mônaco de 1973.
Separados dos rivais por uma margem confortável, os carros de Maranello seguiam à frente numa prova modorrenta até que uma tentativa de ultrapassagem de Didier Pironi sobre Niki Lauda quase resulta em algo mortífero: tentando superar o bicampeão mundial em local inapropriado, a Tyrrell de Pironi bateu na traseira da Brabham de Lauda na vigésima primeira volta, destruiu-lhe o aerofólio  e ficou presa ao carro do piloto austríaco, sendo arrastada por cerca de trinta metros e com o bico muito próximo à cabeça de Lauda, mas o bólido de Pironi logo desprendeu-se e bateu violentamente contra o guard-rail. A essa altura os carros da Williams melhoraram de rendimento e Alan Jones só não permaneceu na pista devido ao abandono na 43ª volta por falhas na suspensão e onze giros mais tarde a quebra de Gilles Villeneuve deu o segundo lugar a Clay Regazzoni e embora o suíço da Williams estivesse a dezoito segundos de Jody Scheckter, como os pneus deste estavam com baixa aderência, Regazzoni quase tomou-lhe o primeiro lugar ao emparelhar com o rival na Curva da Tabacaria, mas o traçado estreito do principado garantiu mais uma vitória ao sul-africano e sua Ferrari por menos de meio segundo enquanto a Lotus do argentino Carlos Reutemann apareceu num distante terceiro lugar. Somente os três primeiros e a McLaren de John Watson cruzaram a linha de chegada. Patrick Depailler foi o quinto colocado mesmo estourando o motor de sua Ligier na penúltima volta enquanto o alemão Jochen Mass conseguiu a proeza de terminar em sexto lugar mesmo parado nos boxes desde a sexagésima nona volta!
Graças a mais uma vitória, Jody Scheckter fez 30 pontos e assumiu a liderança do mundial seis à frente de Jacques Laffite enquanto Gilles Villeneuve, Patrick Depailler e Carlos Reutemann dividiam o terceiro lugar na classificação, ambos com 20 pontos.

## Classificação da prova
| Pos. | Nº | Piloto                 | Construtor         | Voltas | Tempo/Diferença | Grid | Pontos |
| ---- | -- | ---------------------- | ------------------ | ------ | --------------- | ---- | ------ |
| 1    | 11 | Jody Scheckter         | Ferrari            | 76     | 1:55:22.48      | 1    | 9      |
| 2    | 28 | Clay Regazzoni         | Williams-Ford      | 76     | + 0.44          | 16   | 6      |
| 3    | 2  | Carlos Reutemann       | Lotus-Ford         | 76     | + 8.57          | 11   | 4      |
| 4    | 7  | John Watson            | McLaren-Ford       | 76     | + 41.31         | 14   | 3      |
| 5    | 25 | Patrick Depailler      | Ligier-Ford        | 75     | Motor           | 3    | 2      |
| 6    | 30 | Jochen Mass            | Arrows-Ford        | 69     | + 7 voltas      | 8    | 1      |
| Ret  | 6  | Nelson Piquet          | Brabham-Alfa Romeo | 68     | Transmissão     | 18   |        |
| NC   | 15 | Jean-Pierre Jabouille  | Renault            | 68     | + 8 voltas      | 20   |        |
| Ret  | 26 | Jacques Laffite        | Ligier-Ford        | 55     | Câmbio          | 5    |        |
| Ret  | 12 | Gilles Villeneuve      | Ferrari            | 54     | Transmissão     | 2    |        |
| Ret  | 27 | Alan Jones             | Williams-Ford      | 43     | Direção         | 9    |        |
| Ret  | 4  | Jean-Pierre Jarier     | Tyrrell-Ford       | 34     | Suspensão       | 6    |        |
| Ret  | 9  | Hans-Joachim Stuck     | ATS-Ford           | 30     | Roda            | 12   |        |
| Ret  | 5  | Niki Lauda             | Brabham-Alfa Romeo | 21     | Acidente        | 4    |        |
| Ret  | 3  | Didier Pironi          | Tyrrell-Ford       | 21     | Acidente        | 7    |        |
| Ret  | 1  | Mario Andretti         | Lotus-Ford         | 21     | Suspensão       | 13   |        |
| Ret  | 14 | Emerson Fittipaldi     | Fittipaldi-Ford    | 17     | Motor           | 17   |        |
| Ret  | 16 | René Arnoux            | Renault            | 8      | Acidente        | 19   |        |
| Ret  | 20 | James Hunt             | Wolf-Ford          | 4      | Transmissão     | 10   |        |
| Ret  | 29 | Riccardo Patrese       | Arrows-Ford        | 4      | Suspensão       | 15   |        |
| DNQ  | 18 | Elio de Angelis        | Shadow-Ford        |        |                 |      |        |
| DNQ  | 8  | Patrick Tambay         | McLaren-Ford       |        |                 |      |        |
| DNQ  | 17 | Jan Lammers            | Shadow-Ford        |        |                 |      |        |
| DNQ  | 22 | Derek Daly             | Ensign-Ford        |        |                 |      |        |
| DNPQ | 24 | Gianfranco Brancatelli | Merzario-Ford      |        |                 |      |        |

## Tabela do campeonato após a corrida
| Pos. | Piloto            | Pontos |
| ---- | ----------------- | ------ |
| 1    | Jody Scheckter    | 30     |
| 2    | Jacques Laffite   | 24     |
| 3    | Gilles Villeneuve | 20     |
| 4    | Patrick Depailler | 20     |
| 5    | Carlos Reutemann  | 20     |

| Pos. | Construtor    | Pontos |
| ---- | ------------- | ------ |
| 1    | Ferrari       | 54     |
| 2    | Ligier-Ford   | 46     |
| 3    | Lotus-Ford    | 37     |
| 4    | Tyrrell-Ford  | 15     |
| 5    | Williams-Ford | 10     |

- Nota: Somente as primeiras cinco posições estão listadas. As quinze etapas de 1979 foram divididas em um bloco de sete e outro de oito corridas onde cada piloto podia computar quatro resultados válidos em cada, não havendo descartes no mundial de construtores.